# 朝鲜木姜子
朝鲜木姜子（学名：Litsea coreana），臺灣又稱鹿皮斑木薑子为樟科木姜子属下的一个种。